# Football Club Internacional
El Foot-Ball Club Internacional fue un club de fútbol de la ciudad de Barcelona, España. Fundado en 1901 bajo la denominación de Club Internacional de Foot-Ball, tuvo un impasse en sus actividades tras el curso 1905-06, retomándolas en 1910 para finalmente desaparecer en 1922. Situado en sus inicios en el barrio de Izquierda del Ensanche (Ensanche), en el terreno de la Escuela Industrial, 41°23′08″N 2°09′15″E / 41.3855462, 2.1540794 se trasladó a la confluencia de Sans-Las Corts y el desaparecido Campo de Galileo.
Su uniforme consistía en camisa verde oscura, y pantalón blanco, si bien este varió después a una camisa verdiblanca, y en sus últimos años vistió de blanco y pantalón negro, quedando el distintivo verde en la insignia del pecho. Considerado como uno de los clubes punteros de la época en el foot-ball catalán, obtuvo tres subcampeonatos del Campeonato Regional en sus primeras ediciones, antes de su cese de actividades. Retomadas estas en 1910, bajo la denominación adoptada ya en 1902 de Foot-Ball Club Internacional, es integrado en la segunda categoría de la región, la cual vence en dos ocasiones, y retorna así a la élite catalana hasta su desaparición definitiva tras fusionarse con el Centre Sports de Sans para conformar la Unió Esportiva de Sants el 26 de abril de 1922.

## Historia
Al ir a retomar sus actividades en 1910, con su nueva ubicación en Sans-Las Corts, pasó a disputar sus encuentros en el desaparecido Campo de Galileo. Este fue inaugurado en 1908 por un grupo de jóvenes del barrio que conformaron el Football Club Gladiador, germen del Centre Sports de Sans. Fue este último el que el 26 de abril de 1922 se fusionó con el Football Club Internacional —además de con el Club Ciclista Sans y el Velo Sport Club—, para conformar la Unió Esportiva de Sants. El terreno fue demolido en febrero de 1964 para construir la avenida de Madrid.

## Indumentaria
El verde oscuro fue su seña de identidad y el color que más perduró en su historia. Si bien en sus últimos años usó una camisa blanca, el verde no desapareció y pasó a estar representado en su escudo. Desaparecido en 1922 para conformar la Unió Esportiva de Sants, este club mantuvo el tradicional color en su uniforme. Al ser el club Internacional el de mayor calado, es pues del que se tomaron mayores elementos para la nueva coalición, como la plaza administrativa, el terreno de juego, y los colores.
| 1901-1906 | 1910-1913 | 1914-1918 | 1918-1922 |

## Palmarés
- Campeonato Regional - 2.ª categoría (2): 1912, 1913.[11]
  - 1 subcampeonato: 1911.

- 3 subcampeonatos del Campeonato de Cataluña: 1904, 1906, 1914.[11]